# Madame Ernest Calvat
Pour les articles homonymes, voir Ernest Calvat et Calvat.
'Madame Ernest Calvat' est un cultivar de rosier Bourbon obtenu en 1888 par Mme Vve Schwartz. Il s'agit d'une mutation du rosier 'Madame Isaac Pereire' (Garçon 1881). Il doit son nom à Mme Ernest Calvat, née Marie Perrin, épouse d'un fameux horticulteur grenoblois Ernest Jean-Marie Calvat, surtout spécialiste des chrysanthèmes, fils du maire de Grenoble de 1871 à 1874, Ernest Calvat.

## Description
C'est un rosier arbustif qui peut atteindre 250 cm à 300 cm de hauteur et 100 cm de largeur s'il est traité en rosier grimpant. Ses fleurs à plus de 50 pétales de 10 cm sont rondes et pleines, d'un beau coloris rose frais avec des nuances plus claires sur les bords. Elles sont très parfumées.
Ce rosier est très remontant de mai à octobre. Sa floraison d'octobre est abondante.
Son pied a besoin d'être protégé pendant les hivers froids. On peut notamment l'admirer à l'Europa-Rosarium de Sangerhausen ou à la roseraie du château du Mesnil-Geoffroy en Normandie.
Il est toujours plébiscité par les amateurs de roses romantiques.

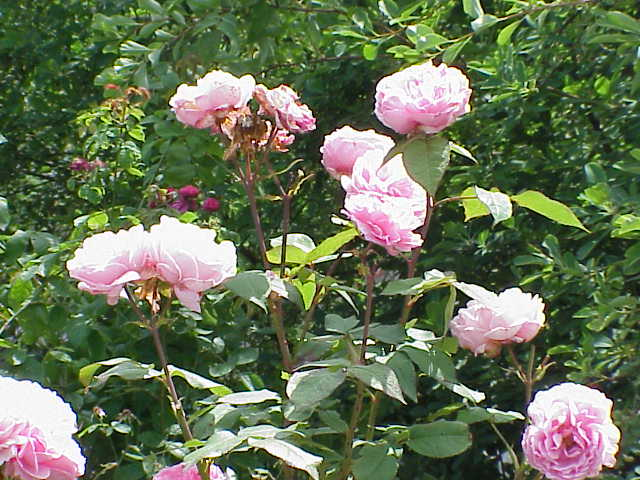
Buisson de 'Madame Ernest Calvat'.
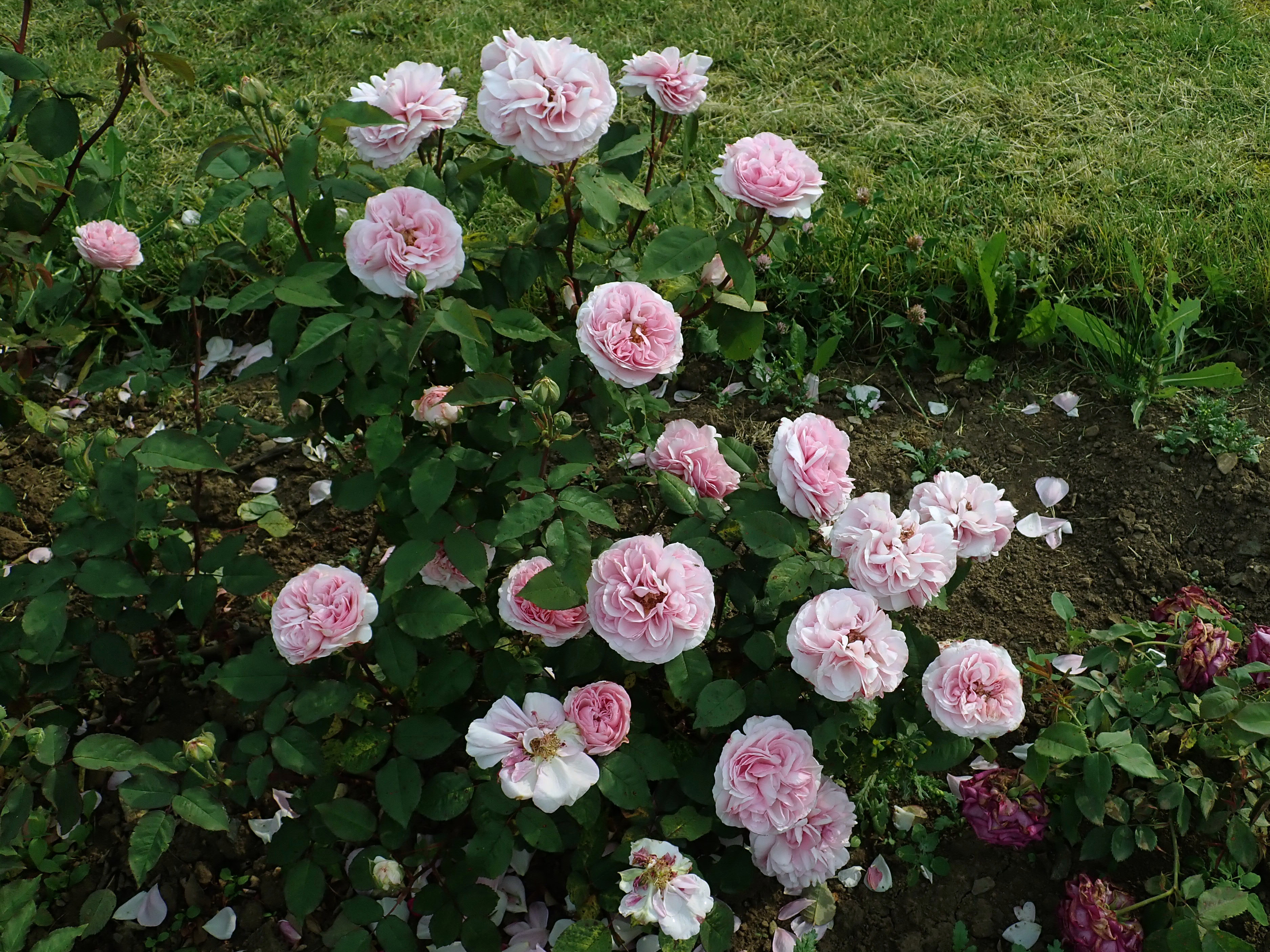
'Madame Ernest Calvat' à Sangerhausen
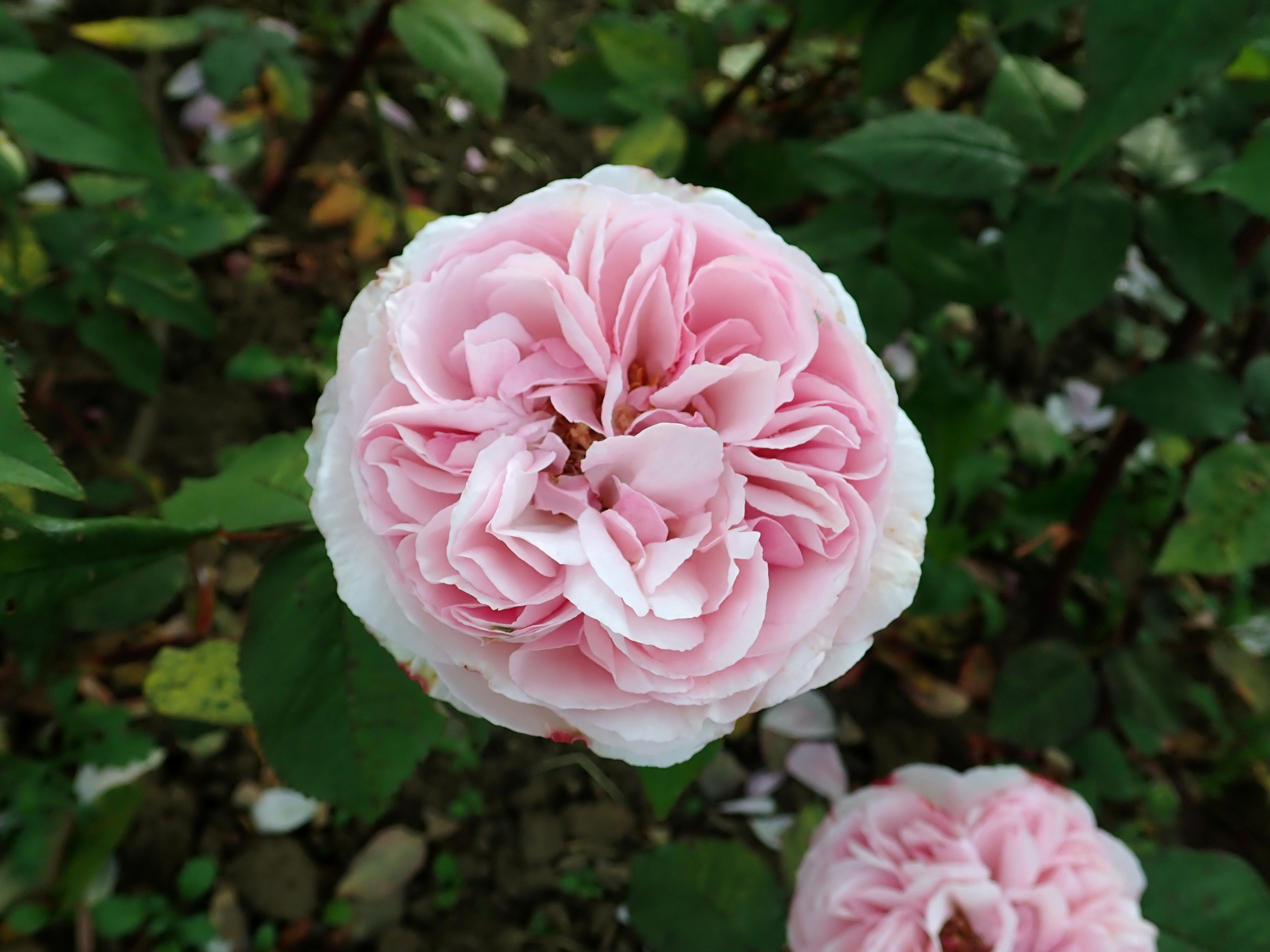
'Madame Ernest Calvat' à Sangerhausen